# Filip Tůma
Filip Tůma (* 1. února 1978, Bratislava) je slovenský herec, moderátor a operní pěvec.
Vystudoval herectví na Bratislavské konzervatoři a operní zpěv na VŠMU v Bratislavě. Hostuje v Opeře Slovenského národného divadla, kde vystupuje v operách Carmen, Bohéma, Veľká doktorská rozprávka nebo Rozprávka o šťastnom konci. Kromě toho vystupoval také ve Státním divadle v Košicích, v Moravském divadle v Olomouci a v Národním divadle moravskoslezském v Ostravě. Jeho hlasovým oborem je baryton.
Jeho partnerkou je zpěvačka Nela Pocisková, se kterou má syna Hektora a dceru Lianu.